# إقليم مارماريكا

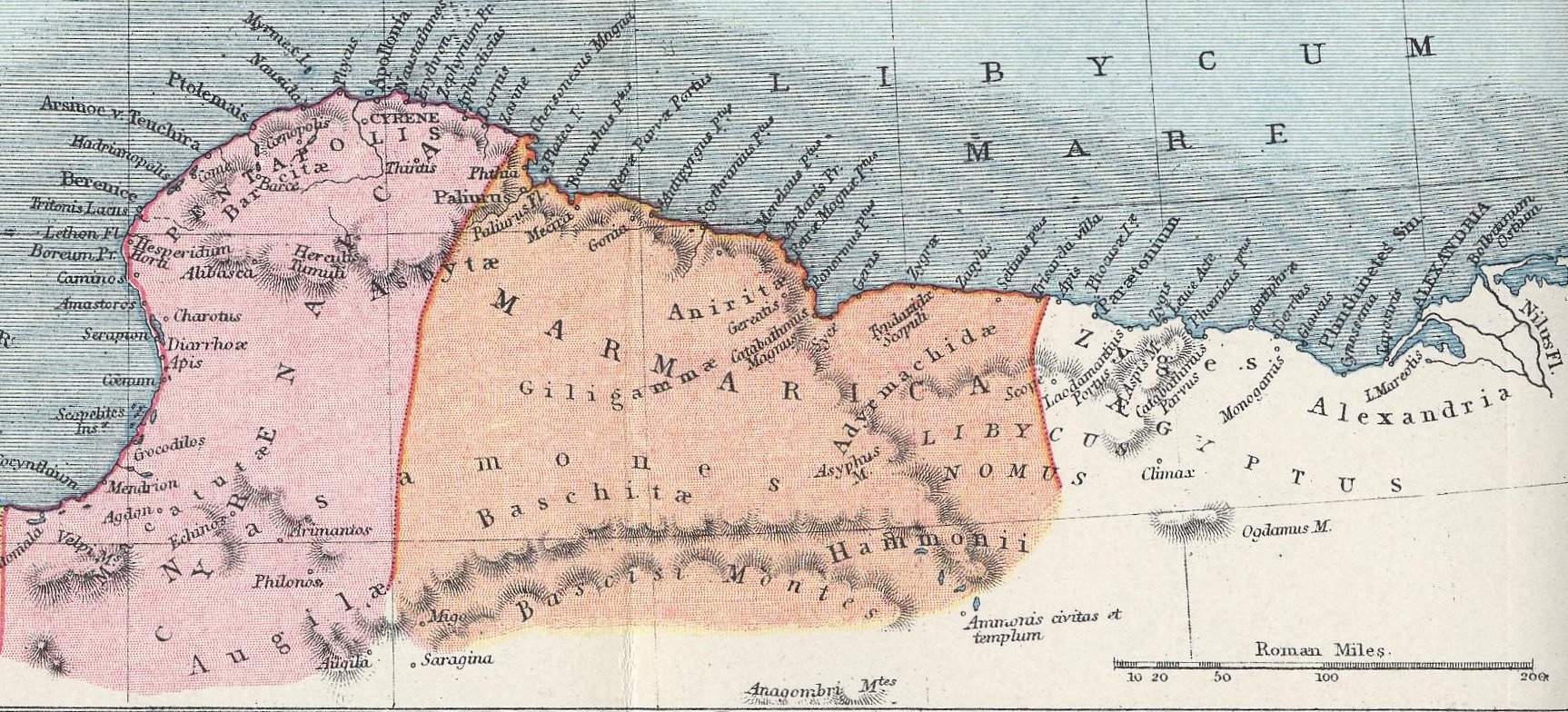

يمتد إقليم مرماريكا. ترجمة (البطنان) من منطقة البطنان شرقا إلى منطقة درنة غربا. عاصمة الأقليم مدينة طبرق. وهو إقليم فرعي من إقليم برقة مثل إقليم الفرعي الجبل الأخضر والأقاليم الفرعية الأخرى ويعتبر إقليم مرماريكا مقدس عند المسيح يعتقدو ان مرقس رسول المسيح مولود في هذا الإقليم وهو الجزء الشرقي من ولاية برقة في ليبيا.